# St. Nikolaus (Germete)

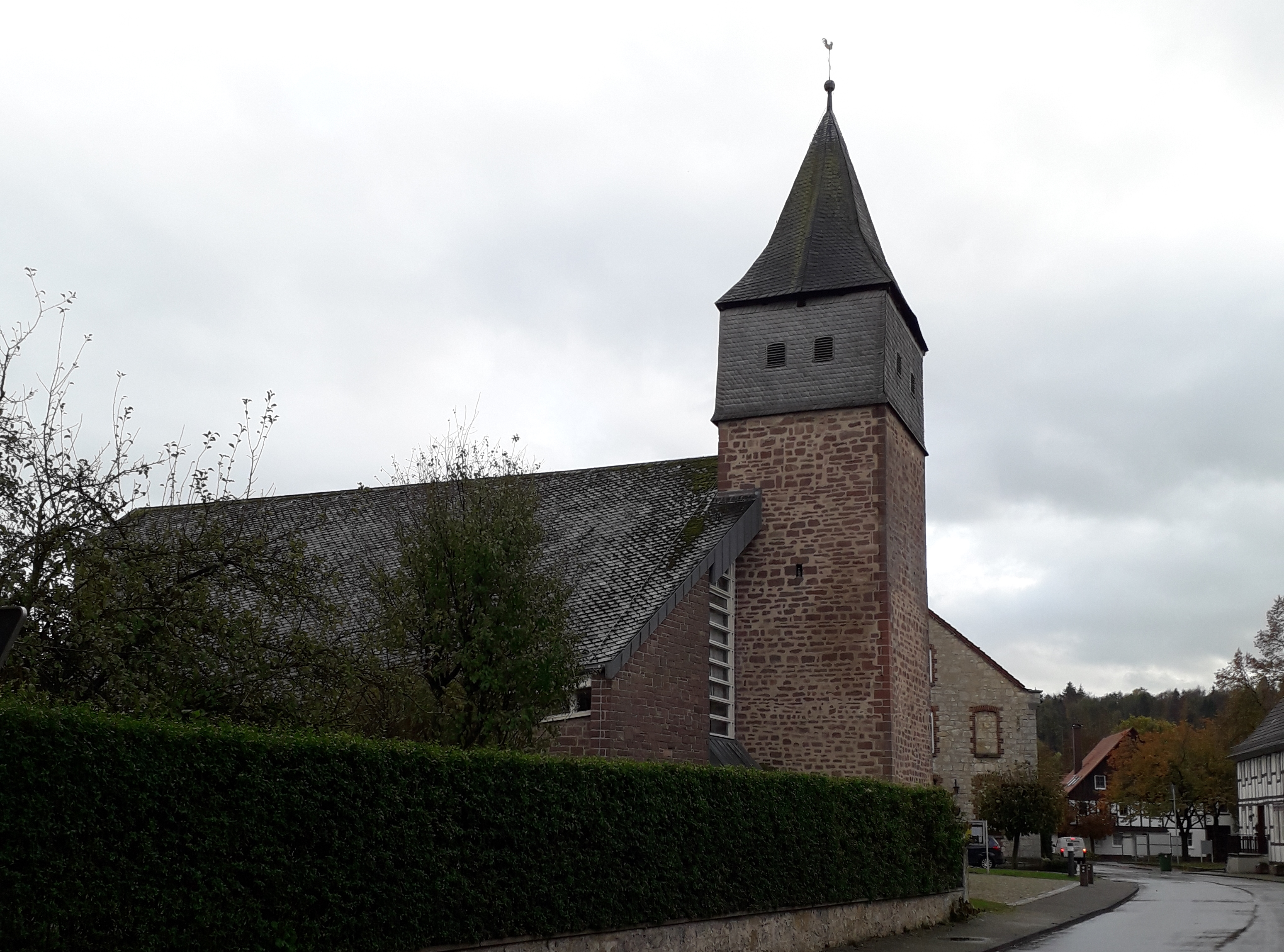
Außenansicht mit dem denkmalgeschützten Turm

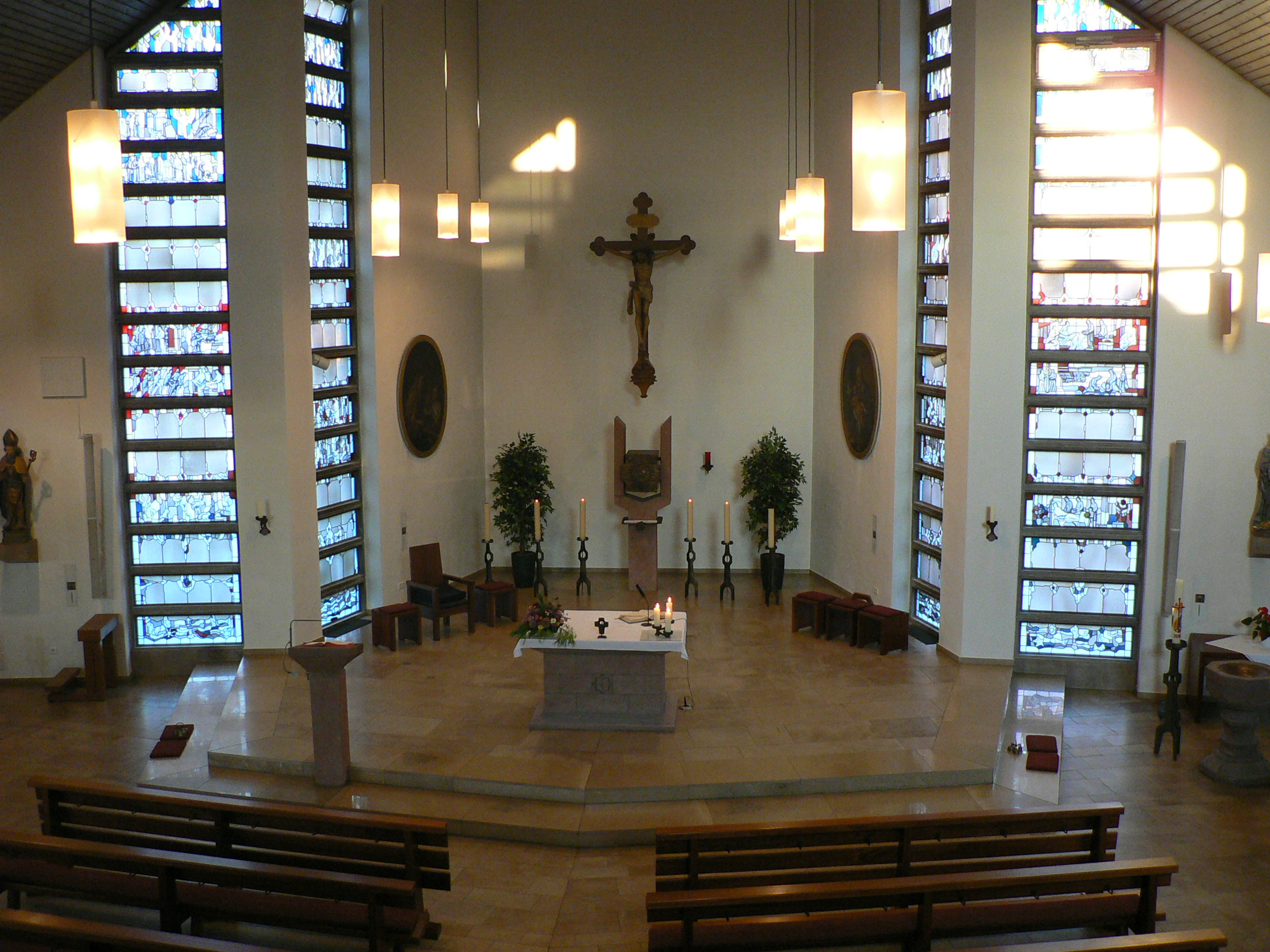
Der Innenraum

Die katholische Pfarrkirche St. Nikolaus ist ein Kirchengebäude in Germete, einem Stadtteil von Warburg im Kreis Höxter, Nordrhein-Westfalen.

## Geschichte und Architektur
Der Pfarrort wurde erstmals 1450 im Verzeichnis des Archidiakonats Warburg erwähnt. Anhand des romanischen Kirchturms aus der ersten Hälfte des 13. Jahrhunderts hat man jedoch geschlossen, dass bereits damals eine Filialkirche bestand, die entweder zur Pfarrei St. Peter auf der Hüffert oder zur Pfarrei Osdagessen gehörte.
Der Turm wurde 1722 im Unterbau verstärkt und 1780 aufgestockt. Er steht heute unter Denkmalschutz. Ein ebenso 1780 begonnener Neubau des Kirchenschiffs musste wegen eines Großbrandes im gleichen Jahr unterbrochen werden und wurde erst 1782 fortgesetzt. Die Konsekration erfolgte 1788. Die Kirche wurde im Barockstil ausgeführt.
1970 wurde auch der barocke Bau abgerissen und der Turm renoviert. Die Grundsteinlegung zur dritten Kirche erfolgte 1971, ihre Fertigstellung 1973. Der Bau wurde nach Plänen von Johannes Reuter errichtet; seine Außenwände sind durch die Verwendung von Buntsandstein an das Mauerwerk des Turmes, das aus Bruchsteinen besteht, angeglichen.
1979 wurden die alten Bilder und Plastiken wieder in der Kirche angebracht, 1981 wurde sie konsekriert. Eine umfassende Renovierung erfolgte 2004, wobei der Altarraum neu gestaltet, eine Orgelbühne errichtet und der Eingangsbereich verlängert wurden.

## Ausstattung

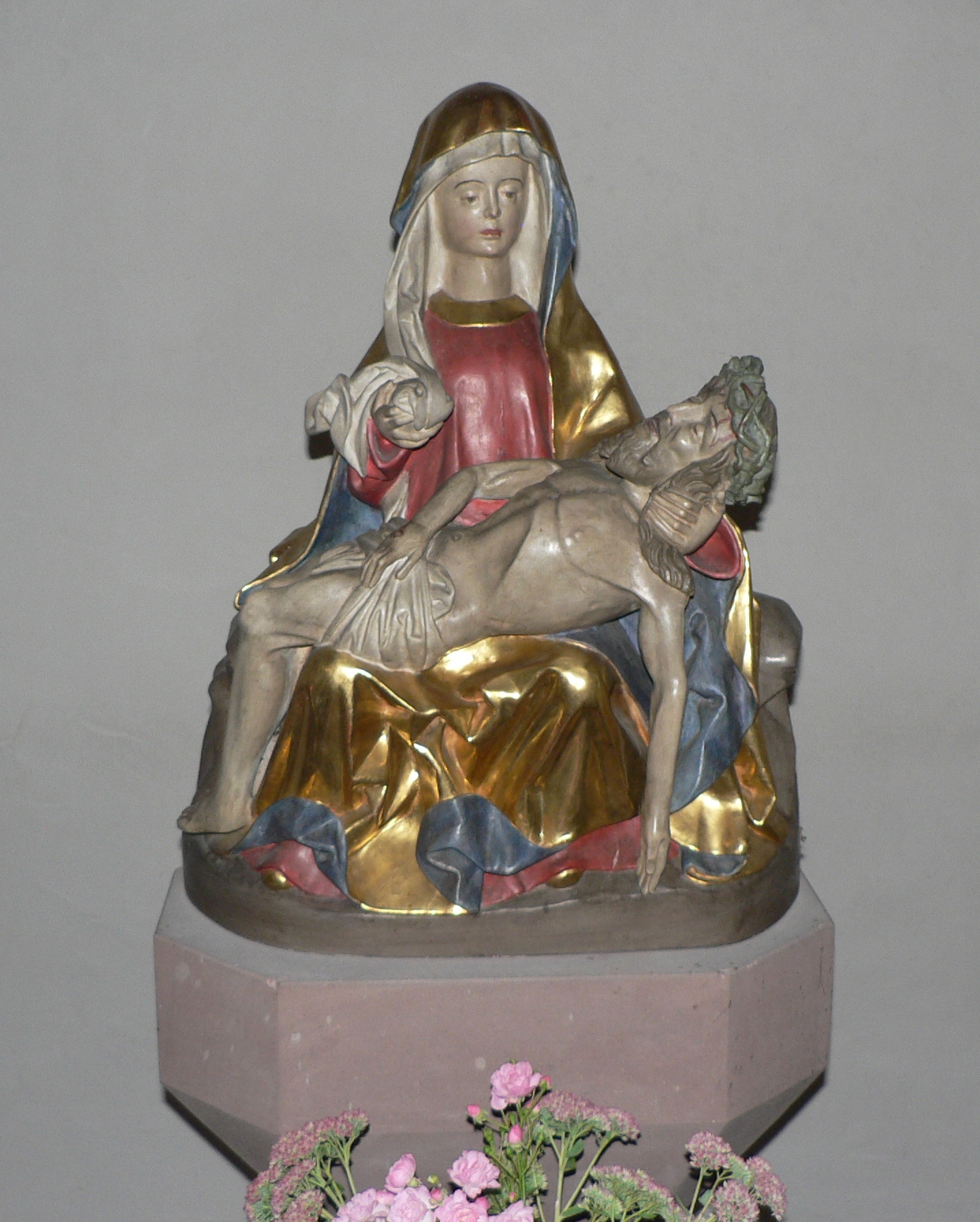
Pietà aus dem 15. Jahrhundert

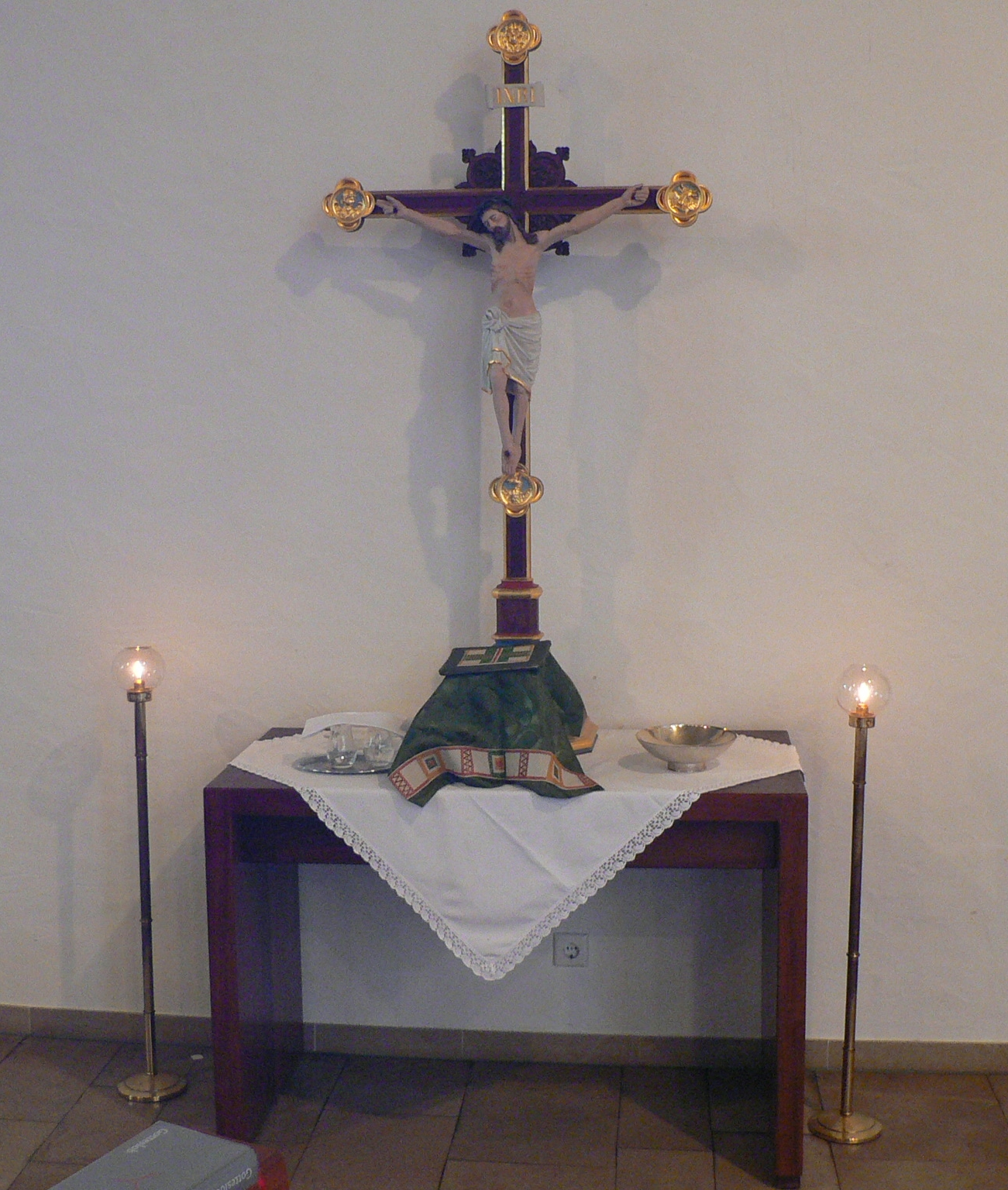
Historisches Kreuz

- Ein „qualitätvolle[r] Gekreuzigte[r]“ vom Ende des 13. Jahrhunderts, an einem neuromanischen Altarkreuz[8]
- Vier barocke Tafelgemälde von Anton Joseph Stratmann von 1797 bis 1801
  - Gemälde des hl. Josef und der hl. Anna, die Maria unterweist, im Altarraum
  - Gemälde des hl. Petrus über dem nördlichen Westportal
- Bild der hl. Maria Magdalena, das wahrscheinlich im 19. Jahrhundert ein älteres Gemälde, das ebenfalls von Stratmann stammte, ersetzte, Über dem südlichen Westportal
- Gemälde des hl. Aloysius Gonzaga in der Marienkapelle im Turm[9] In letzter befindet sich auch die Pietà aus dem 15. Jahrhundert[10]
- Je zwei hohe Fenster zu beiden Seiten des Chorraums, die die Wunder Jesu zeigen[11]

Stratmann-Bilder
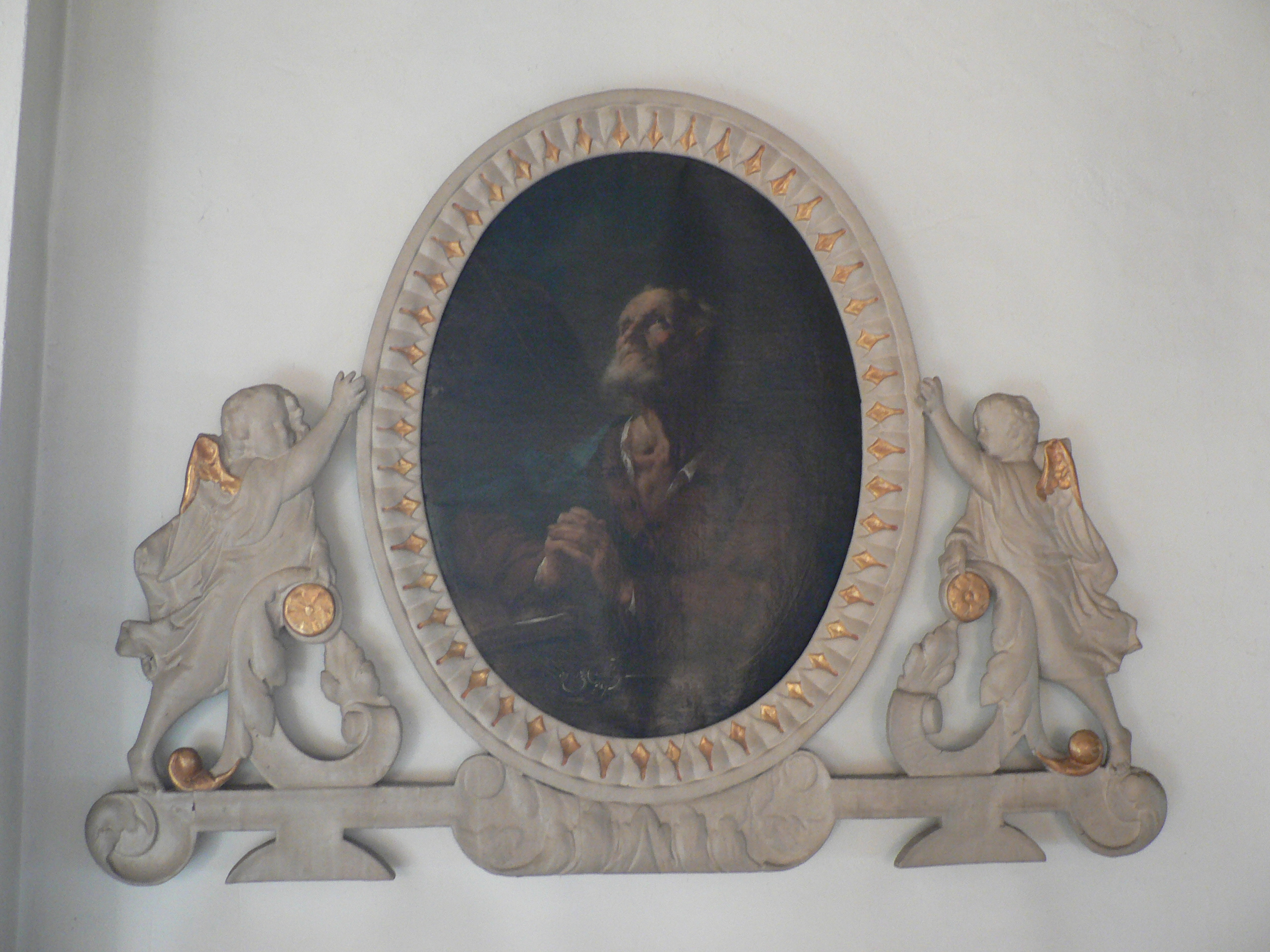
Hl. Petrus
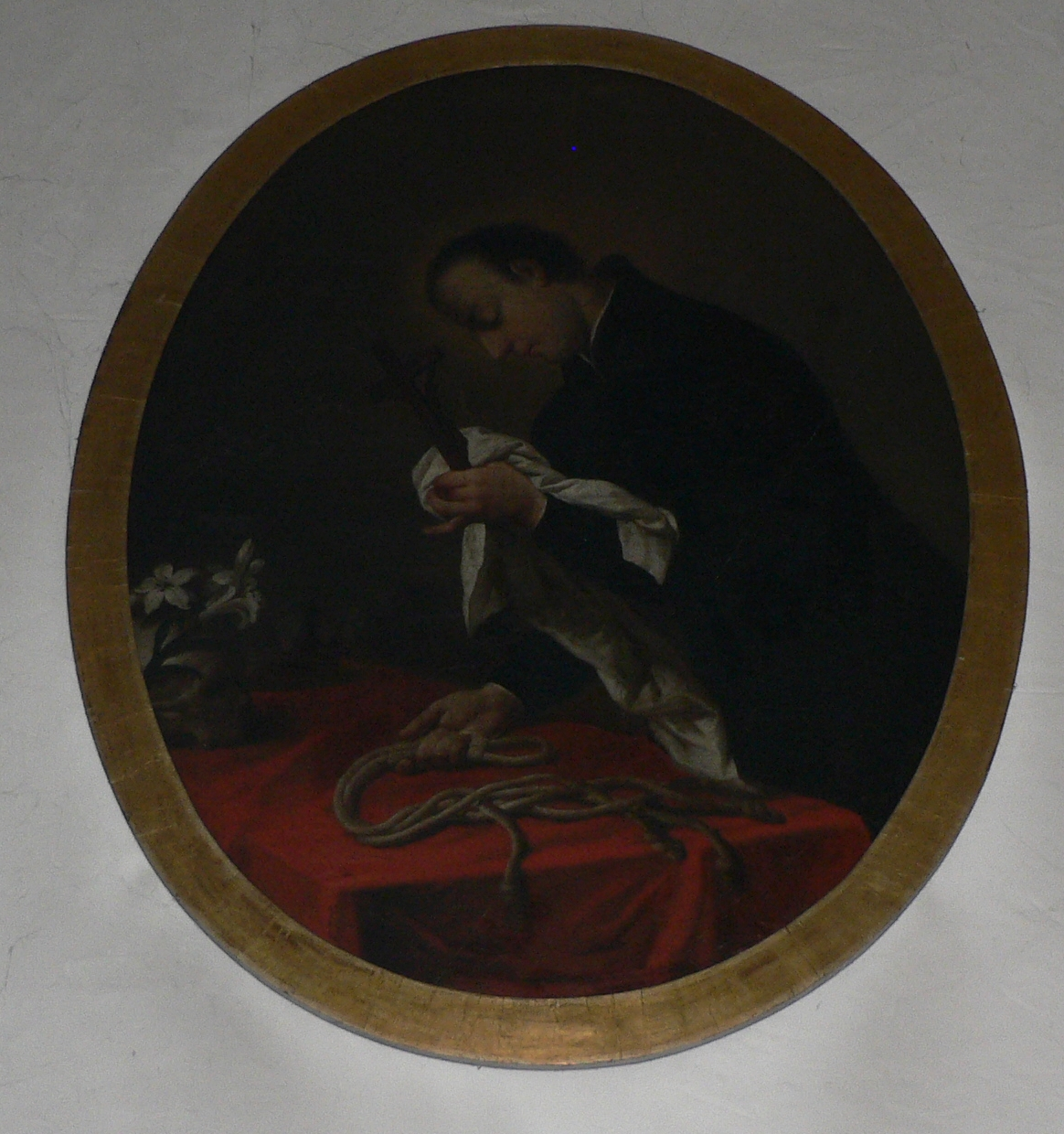
Hl. Aloysius
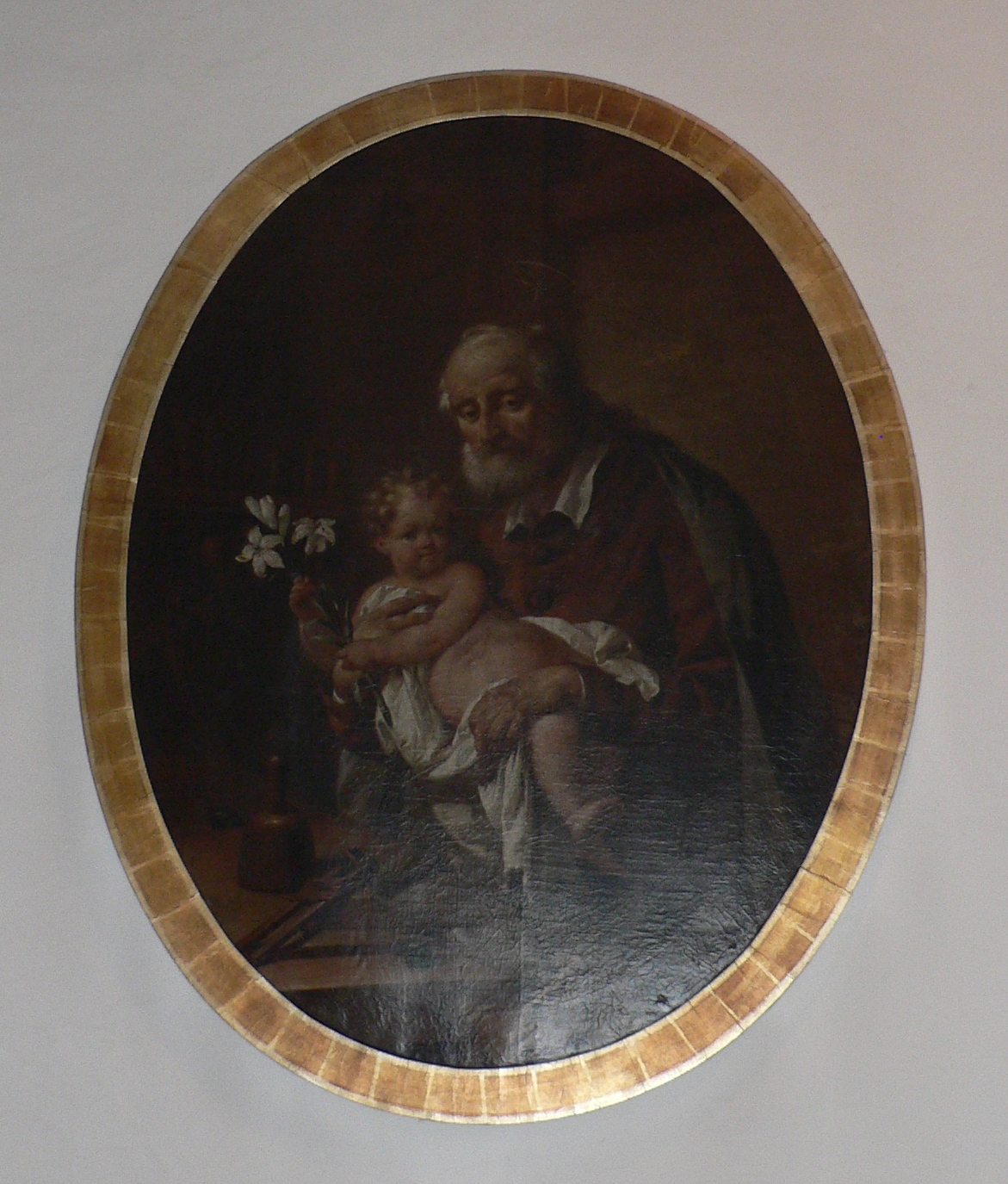
Hl. Josef
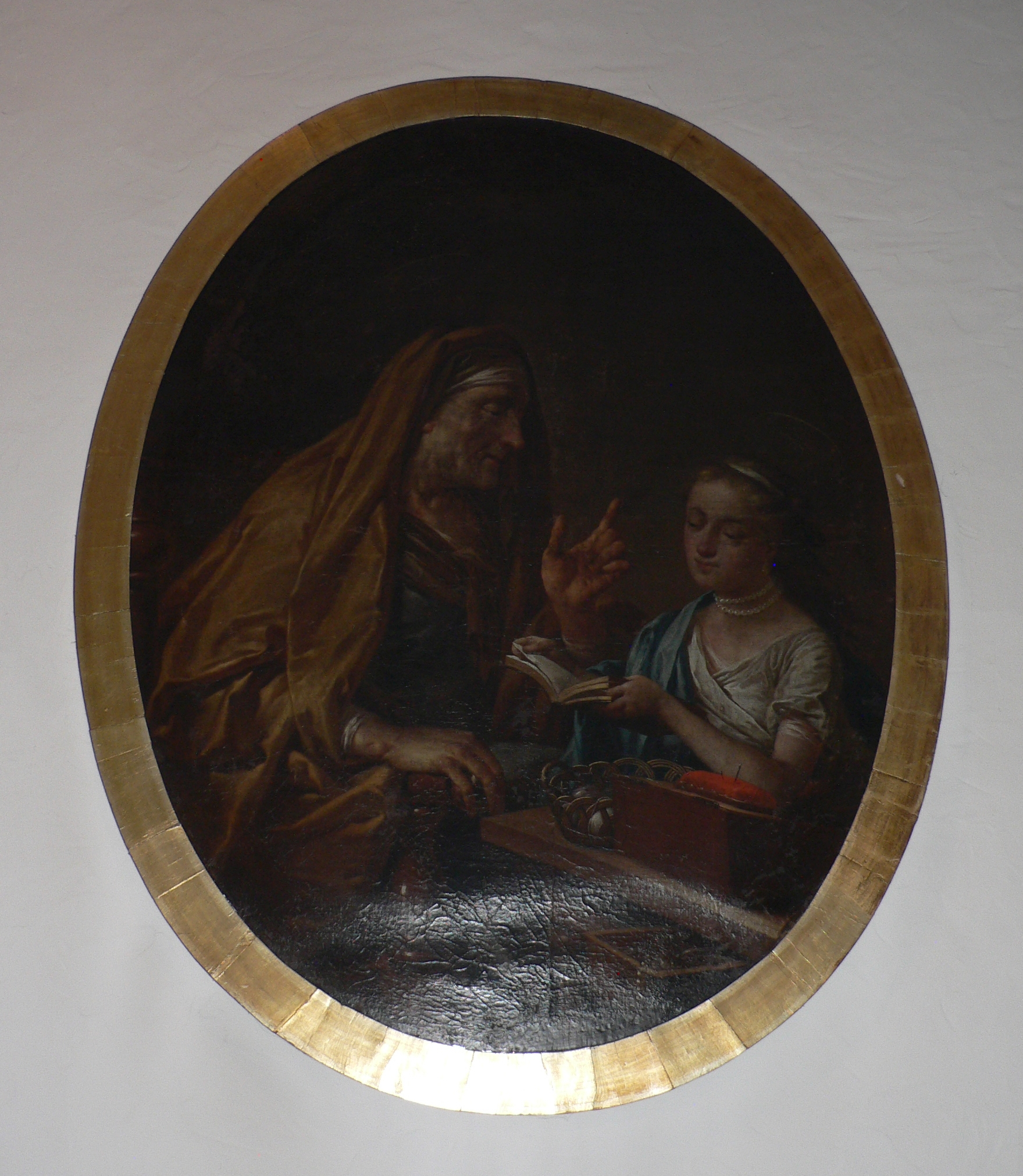
Hl. Anna